# Carol Cymbala
Carol Cymbala ist eine US-amerikanische Chorleiterin und Komponistin.
Als ihr Gatte Jim Cymbala zu Beginn der 1980er-Jahre die Brooklyn Tabernacle Kirche übernahm, begann Carol Cymbala mit neun Leuten einen Chor aufzubauen.
Da sie nicht genügend geeignete Literatur fand, begann sie, obwohl sie nicht Noten lesen konnte, Lieder zu schreiben. Heute umfasst der Brooklyn Tabernacle Choir 275 Sänger, die jeden Sonntag vier Messen gestalten. Carol Cymbala gewann mit ihrem Chor bisher sechs Grammy Awards.
Carol Cymbala hat drei Kinder und fünf Enkelkinder und lebt in New York City.

## Grammy „Bestes Gospelchor-Album“
- 1994 für „Live...We Come Rejoicing“
- 1996 für „Praise Him - Live!“
- 2000 für „High and Lifted Up“
- 2001 für „Live - God Is Working“
- 2003 für „Be Glad“
- 2005 für „Live... This Is Your House“

## Werke (Auswahl)
- „Be Glad“, orchestriert von Lari Goss, Chris McDonald & Oliver Wells
- „I’m Amazed“
- „O Come, Emmanuel“
- „Father We Adore Thee“
- „Light of the World. A Christmas Musical“, orchestriert von Lari Goss, Texte von Jim Cymbala
- „Goodness of the Lord“, Musik von Oliver Wells, arrangiert von Carol Cymbala